# Sergiusz (Szejn)
Sergiusz, imię świeckie Wasilij Pawłowicz Szein (ur. 18 grudnia?/30 grudnia 1870 w Kołpnej, gubernia tulska, zm. 13 sierpnia 1922 w Piotrogrodzie) – archimandryta Rosyjskiego Kościoła Prawosławnego, święty nowomęczennik. W latach 1912–1917 deputowany do Dumy.

## Życiorys
Pochodził z rodziny szlacheckiej. Miał dziewięcioro starszego rodzeństwa, od najmłodszych lat wychowywany był w głęboko religijnym duchu. Podobnie jak ojciec rozpoczął karierę urzędniczą. Doszedł do stanowiska radcy i pomocnika sekretarza w Radzie Państwa. Był deputowanym do Dumy IV kadencji jako przedstawiciel guberni tulskiej. Zasiadał w komisjach ds. budżetu, ds. Kościoła Prawosławnego, ds. staroobrzędowców. Początkowo reprezentował poglądy wyraźnie prawicowe i nacjonalistyczne. W 1915 wszedł do Bloku Postępowego.
Jako delegat świeckich brał udział w pracach Soboru Lokalnego Rosyjskiego Kościoła Prawosławnego i był w czasie jego trwania jednym z sekretarzy. W tym czasie podjął decyzję o porzuceniu życia świeckiego. 30 sierpnia 1920 złożył wieczyste śluby zakonne i przyjął imię Sergiusz na cześć patrona Rusi św. Sergiusza z Radoneża. Wkrótce po tym przyjął również święcenia kapłańskie i natychmiast otrzymał godność archimandryty.
Był współpracownikiem metropolity petersburskiego Beniamina i razem z nim został aresztowany w 1922 pod pretekstem organizacji czynnego oporu przeciw konfiskacie kosztowności cerkiewnych przez władze oraz wrogiego stosunku do Żywej Cerkwi. W czasie procesu, podobnie jak metropolita, archimandryta zachowywał się spokojnie i nie ukrywał swojej negatywnej opinii o Żywej Cerkwi. Został skazany na śmierć przez rozstrzelanie i stracony 13 sierpnia 1922 na stacji kolejowej Porochow w Piotrogrodzie. Razem z nim zginęli metropolita Beniamin oraz świeccy działacze cerkiewni Iwan Kowszarow i Jurij Nowicki.
Kanonizowany, podobnie jak inni skazani w tym samym procesie, w 1992 jako jeden ze świętych nowomęczenników rosyjskich.